# Distretto di Mandoto
Il distretto di Mandoto è un distretto del Madagascar situato nella regione di Vakinankaratra. Ha per capoluogo la città di Mandoto.
La popolazione è pari a 138 654 abitanti (censimento 2011)